# Purgatorio (Divina Commedia)
(Dante, Purgatorio I, 4-6)
Il Purgatorio è la seconda delle tre cantiche della Divina Commedia di Dante Alighieri. Le altre cantiche sono l'Inferno ed il Paradiso.

## Caratteristiche generali del Purgatorio

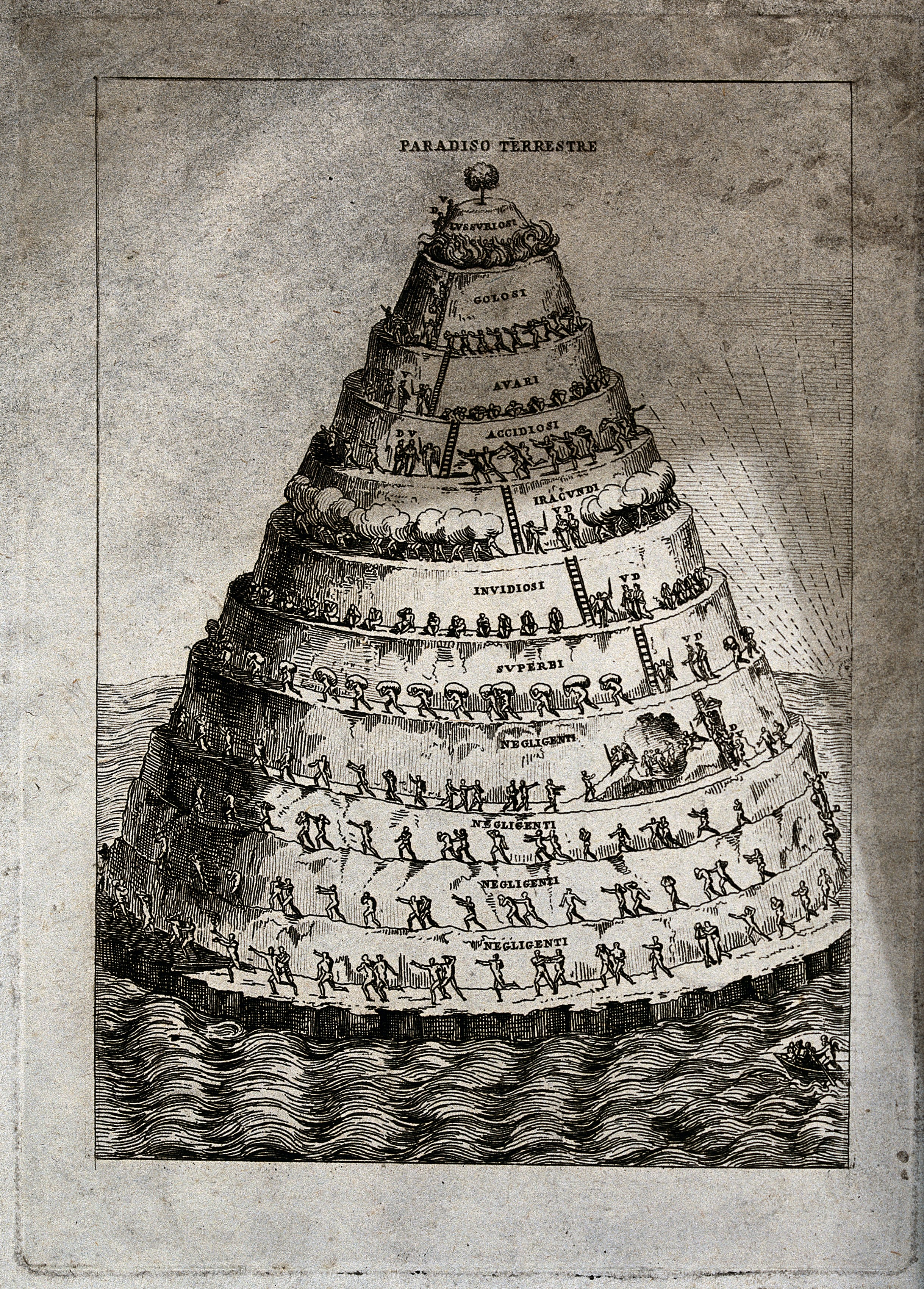
Struttura del Purgatorio

Il Purgatorio dantesco è diviso in Antipurgatorio, Purgatorio e Paradiso terrestre. La struttura del Purgatorio segue la classificazione tomistica dei vizi dell'amore mal diretto, e non fa più riferimento a singole colpe rispetto all'Inferno. Esso è suddiviso in sette cornici, nelle quali si espiano i sette peccati capitali: superbia, invidia, ira, accidia, avarizia, gola, lussuria.
A questa fanno da cornice, in apertura, l'Antipurgatorio, e in chiusura il Paradiso terrestre. Costruito specularmente all'Inferno, inteso quindi non più come voragine, ma come montagna, anche l'ordine dei peccati risulta capovolto: il cammino di Dante è infatti dal peccato più grave a quello più lieve (ancora una volta la lussuria, ovvero l'amore che eccede nella misura). Il custode del Purgatorio è Catone l'Uticense, che viene presentato nel primo canto. Questo viene scelto da Dante per essere simbolo del valore morale della libertà politica.
Ogni cornice ha inoltre un custode angelico, e precisamente gli angeli dell'umiltà, della misericordia, della mansuetudine, della sollecitudine, della giustizia, dell'astinenza e della castità; in ogni cornice, inoltre, gli espianti hanno sotto gli occhi esempi del loro vizio punito e della virtù opposta. Giunto alle soglie del Paradiso terrestre, Virgilio deve abbandonare il poeta; alla guida di Dante si pone il poeta latino Stazio, che lo condurrà nel giardino celeste, dove lo accoglierà Matelda, a sua volta anticipazione dell'apparizione di Beatrice.
Le anime del Purgatorio sono già salve, ma prima di arrivare al Paradiso, per espiare i propri peccati, devono salire il monte come facevano ai tempi di Dante i pellegrini che per far penitenza partivano per Roma o per Santiago di Compostela. Ogni anima deve dunque percorrere tutto il cammino e purificarsi in ogni cornice del peccato corrispondente; ma per facilitare l'incontro con determinati personaggi, il poeta li colloca nella cornice propria del loro peccato più rilevante.
Il Purgatorio ha la funzione specifica di espiazione, riflessione e pentimento, ed è solo attraverso il cammino, quindi il pellegrinaggio verso Dio, che l'anima può aspirare alla redenzione. Questo vale anche per Dante, che all'inizio ha incise sulla fronte sette P, simbolo dei sette peccati capitali; alla fine di ciascuna cornice l'ala dell'angelo guardiano cancella la P indicando così che quella specifica espiazione è compiuta. Virgilio, nel canto XVII del Purgatorio (vv. 91-139), spiega l'ordinamento morale del secondo regno ultraterreno. Anche qui, come nell'Inferno, i peccatori sono divisi in tre grandi categorie a seconda che la loro colpa sia stata determinata da:
- malo obietto, cioè scelte rivolte al male (superbia, invidia, ira);
- poco di vigore nel perseguire il bene (accidia);
- troppo di vigore nel perseguire i beni materiali (avarizia e prodigalità, gola e lussuria).

Sulla cima della montagna Dante colloca il Paradiso terrestre la cui amena selva che lo ricopre è in posizione simmetrica rispetto alla selva oscura dell'Inferno. Qui il ciclo di purificazione viene completato con l'immersione nelle acque del fiume Letè, che annulla il ricordo delle colpe, e dell'Eunoè, che vivifica il ricordo del bene compiuto nell'esistenza terrena.

## Schema
In grassetto i nomi dei personaggi effettivamente presenti in quella cornice (incontrati da Dante o semplicemente citati da qualcuno come presenti), esclusi quelli dei quali si profetizza una venuta futura; gli altri sono solo oggetto di varie perifrasi, citazioni e descrizioni. I luoghi citati tra parentesi sono in genere non nominati direttamente ma presentati da perifrasi.
| Luogo                                       | Penitenti | Pena                                                                  | Personaggi citati | Luoghi citati | Canto                             | Inni e preghiere |
| ------------------------------------------- | --- | --------------------------------------------------------------------- | --- | --- | --------------------------------- | --- |
| Antipurgatorio La spiaggia                  | Anime appena giunte nel Purgatorio. | -                                                                     | Calliope, Piche, Catone, Marzia, Casella | Utica, Gange, Tevere. | I II                              | In exitu Israel de Aegypto (II) Amor che ne la mente mi ragiona (II) |
| Antipurgatorio I ripiano                    | Scomunicati: morirono in contumacia della Chiesa. | Devono sostare nell'Antipurgatorio 30 volte il tempo della scomunica. | Manfredi, Costanza d'Altavilla, Costanza di Hohenstaufen, Federico di Sicilia, Giacomo II d'Aragona, Bartolomeo Pignatelli, Clemente IV. | Napoli, Brindisi, La Turbie, Benevento, Liri, Cosenza. | III                               | - |
| Antipurgatorio II ripiano                   | Negligenti: indugiarono a pentirsi delle loro colpe; si pentirono solo in punto di morte; occupati in armi, pensiero o politica, trascurarono fino all'ultimo la propria conversione. | Sostano nell'Antipurgatorio tanto tempo quanto durò la loro vita.     | Castore, Polluce, Fetonte, Belacqua, Jacopo del Cassero, Carlo II d'Angiò, Azzo VIII d'Este, Bonconte da Montefeltro, Giovanna da Montefeltro, Pia de' Tolomei, Benincasa da Laterina, Ghin di Tacco, Guccio dei Tarlati, Federico Novello, Gano degli Scornigiani (o forse Farinata), Marzucco degli Scornigiani, Orso degli Alberti, Pierre de la Brosse, Maria di Brabante, Sordello da Goito, Giustiniano, Alberto I d'Austria, famiglia Montecchi, famiglia Capuleti, famiglia Monaldi, famiglia Filippeschi, Claudio Marcello (o forse Marco Claudio Marcello).            | San Leo, Noli, Bismantova, Cacume, Gerusalemme, Marocco, (Marca Anconetana), Romagna, (Regno di Napoli), Fano, (Padova), Este, Mira, Oriago, Montefeltro, Campaldino, Archiano, Eremo di Camaldoli, Pratomagno, (Casentino), Siena, Maremma, Mantova, Santa Fiora, Atene, Sparta. | IV V VI                           | Miserere (V) |
| Antipurgatorio Valletta dei Principi        | Principi negligenti: troppo presi dalla gloria mondana, attesero all'ultimo a pentirsi.                                                                                               | Sostano nell'Antipurgatorio tanto tempo quanto durò la loro vita.     | Ottaviano Augusto, Rodolfo Imperatore, Ottocaro II, Venceslao, Filippo III di Francia, Enrico I il Grosso di Navarra, Filippo il Bello, Pietro III d'Aragona, Carlo I, Pietro di Aragona (o forse Alfonso), Giacomo II di Aragona, Federico III di Aragona, Beatrice di Provenza, Margherita di Borgogna, Enrico III d'Inghilterra, Edoardo I d'Inghilterra, Guglielmo VII del Monferrato, Nino Visconti, Corrado Malaspina, Giovanna Visconti di Gallura, Beatrice d'Este, Corrado Malaspina il Vecchio, Aurora, Titone, Procne, Ganimede, Achille, Chirone, Metello.           | Moldava, Elba, (Boemia), Puglia, Alessandria, Monferrato, Canavese, Lunigiana, Sciro, Rupe Tarpea | VII VIII IX                       | Salve, Regina (VII) Te lucis ante terminum (VIII) Te Deum laudamus (IX) |
| Purgatorio I cornice                        | Superbi | Camminano portando pesi.                                              | Policleto, David, Micol, Traiano, Gregorio Magno, Omberto Aldobrandeschi, Guglielmo Aldobrandeschi, Oderisi da Gubbio, Franco Bolognese, Cimabue, Giotto, Guido Cavalcanti, Guido Guinizelli, Provenzano Salvani, Mino de' Mini (o forse Bartolomeo Seracini), Briareo, Apollo, Atena, Marte, Nembrot, Niobe, Saul, Aracne, Roboamo, Alcmeone, Sennacherib, Tamiri, Oloferne, Alighiero di Cacciaguida. | Campagnatico, Gubbio, Parigi, Troia, (Monte alle Croci), Ponte alle Grazie (chiamato "ponte Rubaconte"). | X XI XII                          | Padre nostro (XI) Beati pauperes spiritu (XII) |
| Purgatorio II cornice                       | Invidiosi | Indossano un cilicio e hanno le palpebre cucite da filo di ferro.     | Oreste, Sapìa Salvani, Pietro di Campi, Circe, Guido del Duca, Rinieri da Calboli, Fulcieri da Calboli, Lizio di Valbona, Arrigo Mainardi, Pier Traversaro, Guido di Carpegna, Fabbro dei Lambertazzi, Bernardin di Fosco, Guido da Prata, Ugolino d'Azzo, Federico Tignoso, famiglia Traversari, famiglia Anastagi, Maghinardo Pagani, Ugolino dei Fantolini, Caino, Aglauro. | Colle di Val d'Elsa, Talamone, Diana, Arno, Falterona, monti Peloritani, Po, Appennino, mar Adriatico, Reno, (Romagna), Bologna, Faenza, Prada, Bertinoro, Bagnacavallo, Castrocaro, Conio.                                                                                       | XIII XIV                          | Litanie dei santi (XIII) |
| Purgatorio III cornice                      | Iracondi | Camminano nel fumo.                                                   | Pisistrato, Santo Stefano, Marco Lombardo, Federico II, Corrado III da Palazzo, Gherardo III da Camino, Guido da Castello, Levi, Gaia da Camino, Procne, Aman, Assuero, Ester, Mardocheo, Lavinia. | Atene, Adige, Po, (Lombardia). | XV XVI                            | Beati misericordes (XV) Agnus Dei (XVI) Beati pacifici (XVII) |
| Purgatorio IV cornice                       | Accidiosi | Corrono gridando esempi di sollecitudine e di accidia punita.         | Cesare, Gherardo II da San Zeno, Federico Barbarossa, Alberto della Scala, Enea. | Pietole, Ismeno, Asopo, Lerida, Marsiglia, San Zeno, Verona, Milano, Giordano. | XVII XVIII                        | - |
| Purgatorio V cornice                        | Avari e prodighi | Sono distesi bocconi e legati.                                        | Adriano V, Alagia Fieschi, Fabrizio, San Nicola, Ugo Capeto, Carlo I d'Angiò, Corradino di Svevia, san Tommaso d'Aquino, Carlo di Valois, Carlo II d'Angiò, Filippo il Bello, Pigmalione, Mida, Acan, Anania e Saffira, Eliodoro, Polinestore, Polidoro, Crasso, Cleopa, Alcmeone, Stazio, Lachesi, Cloto, Iride, Taumante, Tito, Giovenale, Giocasta, Clio, Domiziano, Terenzio, Cecilio Stazio, Plauto, Varrone (o forse Lucio Vario Rufo), Persio, Omero, Euripide, Antifonte, Simonide, Agatone, Antigone, Deifile, Argia, Ismene, Ipsipile, Tiresia, Manto, Teti, Deidamia. | Douai, Lilla, Gand, Bruges, Ponthieu, Normandia, Guascogna, Anagni, Delo, Parnaso, Langìa. | XIX XX XXI XXII                   | Beati qui lugent; Adhaesit pavimento anima mea (XIX) Gloria in excelsis Deo (XX) Beati qui esuriunt et sitiunt iustitiam (XXII) |
| Purgatorio VI cornice                       | Golosi | Patiscono fame e sete.                                                | Daniele, san Giovanni Battista, Erisittone, Maria di Eleazaro, Forese Donati, Nella Donati, Piccarda Donati, Bonagiunta Orbicciani, Martino IV, Ubaldino degli Ubaldini, Bonifazio Fieschi, Marchese degli Argugliosi, Gentucca Morla?, Giacomo da Lentini, Guittone d'Arezzo, Corso Donati, Centauri, Gedeone. | Gerusalemme, Barbagia, (Firenze), Olimpo, Tours, Bolsena, Forlì, Madian. | XXIII XXIV                        | Miserere (XXIII) Beati qui esuriunt et sitiunt iustitiam (XXIV) |
| Purgatorio VII cornice, fiumi Letè ed Eunoè | Lussuriosi e sodomiti | Camminano nel fuoco.                                                  | Meleagro, Averroè, Lachesi, Diana, Elice, Venere, Pasifae, Guido Guinizzelli, Licurgo, Toante, Euneo, Giraut de Bornelh, Guittone d'Arezzo, Arnaut Daniel, Piramo, Tisbe, Lia, Rachele, Giulio Cesare. | Sodoma, Gomorra, monti Rifei, Lete, Limoges, Ebro, Gange. | XXV XXVI XXVII                    | Summae Deus clementiae (XXV) Beati mundo corde; Venite, benedicti Patris mei (XXVII) |
| Purgatorio Paradiso terrestre               | Anime che hanno compiuto la loro espiazione | -                                                                     | Eolo, Matelda, Proserpina, Venere, Serse, Leandro, Urania, Diana, Argo, Ezechiele, Scipione, Ottaviano Augusto, Ippocrate, Beatrice, Iarba, Adamo, Pietro, Giovanni, Iacopo, Mosè, Elia, Temi, Sfinge, Naiadi (o forse Edipo?), Piramo. | Classe, Ellesponto, Sesto, Abido, Parnaso, Elicona, (Libia), Elsa, Eufrate, Tigri. | XXVIII XXIX XXX XXXI XXXII XXXIII | Delectasti me, Domine (XXVIII) Beati quorum tecta sunt peccata; Osanna (XXIX) Veni, sponsa, de Libano; Manibus date lilia plenis; In te, Domine, speravi (XXX) Miserere (XXXI) Deus, venerunt gentes; Modicum, et non videbitis me (XXXIII) |

Risultano ripresi da san Bonaventura lo schema dei 7 vizi capitali, delle 7 passioni ad essi relative, delle 7 virtù che gli si oppongono e della loro concentrazione nella Beata Vergine Maria.

## Commenti al Purgatorio
- La Divina Commedia, Introduzione e commento di Francesco De Sanctis
- Giuseppe Vandelli, 1931-1938.
- La Divina Commedia. Purgatorio, commentata da Giovanni Antonio Venturi, Carlo Signorelli Editore, Milano, 1944.
- Natalino Sapegno, La Divina Commedia. Vol. II Purgatorio, su archive.org urlarchivio=, II, Firenze, La Nuova Italia, 1956.
- Letture Dantesche. Purgatorio, a cura di Giovanni Getto, Firenze, Sansoni, 1958.
- La Divina Commedia, a cura di Carlo Steiner, Torino, Paravia, 1960.
- Il Purgatorio, commento di Umberto Bosco, RAI, 1961
- La Divina Commedia. Purgatorio, commento a cura di Piero Gallardo, Torino, Petrini, 1969
- La Divina Commedia. Purgatorio, a cura di F. Montanari, La Scuola, 1977.
- Giorgio Petrocchi, Il Purgatorio di Dante, Milano, BUR-Rizzoli, 1978.
- La Divina Commedia. Purgatorio, a cura di Umberto Bosco e Giovanni Reggio, Firenze, Le Monnier, 1979.
- La Divina Commedia. Purgatorio, A cura di Carlo Salinari, Sergio Romagnoli, Antonio Lanza, Roma, Editori Riuniti, 1980
- La nascita del Purgatorio, Jacques Le Goff, Milano, Einaudi, 1981
- Il Purgatorio di Dante, Con la supervisione di Gianfranco Contini, commento a cura di Vittorio Sermonti, Milano, Rizzoli, I ed. 1990
- La Divina Commedia. Purgatorio, Introduzione alla critica, commento e letture di Emilio Pasquini e Antonio Quaglio, Garzanti, Milano 1982-20042.
- Purgatorio, annotata e commentata da Tommaso Di Salvo, Bologna, Zanichelli,
- Divina Commedia, Introduzione di Italo Borzi,  Commento a cura di Giovanni Fallani e Silvio Zennaro, Roma, Newton & Compton,
- Commedia. Purgatorio, commento e cura di Anna Maria Chiavacci Leonardi, Collezione I Meridiani, Milano, Mondadori, 1994.
- Andrea Gustarelli e Pietro Beltrami, Il Purgatorio, Carlo Signorelli Editore, Milano 1994.
- Commedia. Purgatorio, commento scolastico di Anna Maria Chiavacci Leonardi, Bologna, Zanichelli, 2000.
- Franco Nembrini, Dante, poeta del desiderio. Conversazione sulla Divina Commedia. Volume II Purgatorio, Itaca, 2012.
- Commedia. Purgatorio, Revisione del testo e commento di Giorgio Inglese, Roma, Carocci, 2016.
- Purgatorio, a cura di Saverio Bellomo e Stefano Carrai, Collezione Nuova raccolta di classici italiani annotati, Torino, Einaudi, 2019.
- Purgatorio, commento a cura di Franco Nembrini, Mondadori, 2019.